# La comunión de santa Teresa
La comunión de santa Teresa es un cuadro del artista español Juan Martín Cabezalero, de hacia 1670. Está pintado al óleo sobre lienzo y se conserva en el Museo Lázaro Galdiano de Madrid.

## Historia
La obra ha sido datada hacia 1670, apenas 3 años antes del prematuro fallecimiento de Cabezalero, un pintor extraordinariamente dotado pero poco conocido. El asunto de la obra proviene del libro de fray Antonio de la Huerta Historia y admirable vida del glorioso Padre San Pedro de Alcántara (1669) en uno de cuyos pasajes se menciona una misa oficiada por san Pedro de Alcántara a la que asistió santa Teresa de Jesús, y durante la cual san Francisco de Asís y san Antonio de Padua se aparecieron para ejercer de diácono y subdiácono respectivamente. Se ignora para quién fue realizada la obra, que por su temática podría haberse pintado tanto para un convento franciscano como para uno carmelitano, en el caso de hubiera sido realizado para una institución religiosa.
La primera noticia cierta que se tiene de su existencia es un inventario de los bienes de doña Ana María de Sora, fallecida en Madrid en 1743, que fue la esposa de un alto funcionario de la corte del rey Felipe V. En el inventario se menciona una «pintura de San Pedro de Alcántara, original de Cabezalero, comulgando a Santa Teresa, con San Francisco y San Antonio que sirven de diácono y subdiácono, de tres varas de alto y más de dos varas de ancho con marco liso dorado». La descripción y las dimensiones corresponden con las de la obra, y es de destacar que el inventario la atribuya con exactitud a Cabezalero.
Con el tiempo el cuadro pasó por las colecciones del marqués de San Nicolás, del marqués de la Ensenada y del infante don Luis de Borbón. Perteneció más adelante a la colección del marqués de Salamanca quien lo vendió en 1875. Para entonces el cuadro ya estaba atribuido a Claudio Coello, un pintor prestigioso y muchísimo más conocido y cotizado, y mantuvo esa atribución hasta fecha muy reciente. Se ignora cuándo lo compró José Lázaro Galdiano, quien al morir en 1947 lo donó al estado español, junto con el resto de su gran colección.

## Análisis de la obra
La obra, aunque erróneamente atribuida hasta hace poco a Claudio Coello, ha sido bien conocida y apreciada en el mundo del arte. El historiador Juan Antonio Gaya Nuño la consideraba «uno de los cuadros más emotivos del barroco, considerablemente más que la tan celebrada Comunión de san Jerónimo del Domenichino». Enrique Lafuente Ferrari la calificó como «cuadro impresionante que evoca el recuerdo de Zurbarán por su religiosa severidad expresiva y el de Cano por su armoniosa belleza serena». Alfonso E. Pérez Sánchez, ex director del Museo del Prado, la calificó de «singular obra maestra» y de «una de las más espectaculares composiciones del barroco madrileño», y consideraba que el hecho de que «un lienzo tan importante y significativo no hubiera sido recogido por los más antiguos biógrafos de Coello» era una prueba más de que no era de su autoría. Este último historiador del arte recordaba que «se ha subrayado siempre la belleza de su colorido, con intensos rojos y azules muy bien acordados y los toques brillantes de oros y platas que dan una sensación de opulencia a la composición, la cual, sin embargo, mantiene una serena contención devota».
Una radiografía de la obra previa a un proceso de restauración ha rebelado los cambios compositivos que Cabezalero desarrolló durante el proceso de creación, tendentes a dotar al lienzo de una composición más monumental y solemne. Estos cambios afectaron a la supresión de varios querubines situados en la parte superior, y a modificaciones en la posición de la santa, la cabeza de san Pedro de Alcántara y la posición de las manos de san Francisco de Asís. Toda la escena es de un rico barroquismo que evoca elementos rubenianos y otros de origen veneciano y en particular de Paolo Veronés. La escenografía barroca del lienzo se ve subrayada por la monumentalidad casi escultural de las figuras y por su solemnidad y gestualidad, junto a elementos como la lujosa dalmática de san Francisco, el magnífico escenario arquitectónico, el cortinaje o la gran ménsula junto al altar. En opinión del ya citado Alfonso E. Pérez Sánchez, la autoría de Cabezalero puede percibirse también en la construcción de los personajes «resueltos en grandes planos con perfiles muy acusados, valiéndose de los contrastes de oscuro contra claro y claro sobre oscuro, y la peculiar gama de color, que insiste sobre los efectos del blanco y el azul».
Aunque el tema del cuadro es la aparición de san Francisco de Asís y san Antonio de Padua durante una misa oficiada por san Pedro de Alcántara a la que asiste santa Teresa de Jesús, Cabezalero convierte el cuadro en una exaltación de la Eucaristía al elegir plasmar el momento preciso en el que la santa comulga, además de mostrar también la milagrosa aparición de los dos santos. La restauración de la obra permitió observar un detalle poco perceptible antes: la santa ha sido representada levitando.

## El dibujo preparatorio de la Galería Ufizzi

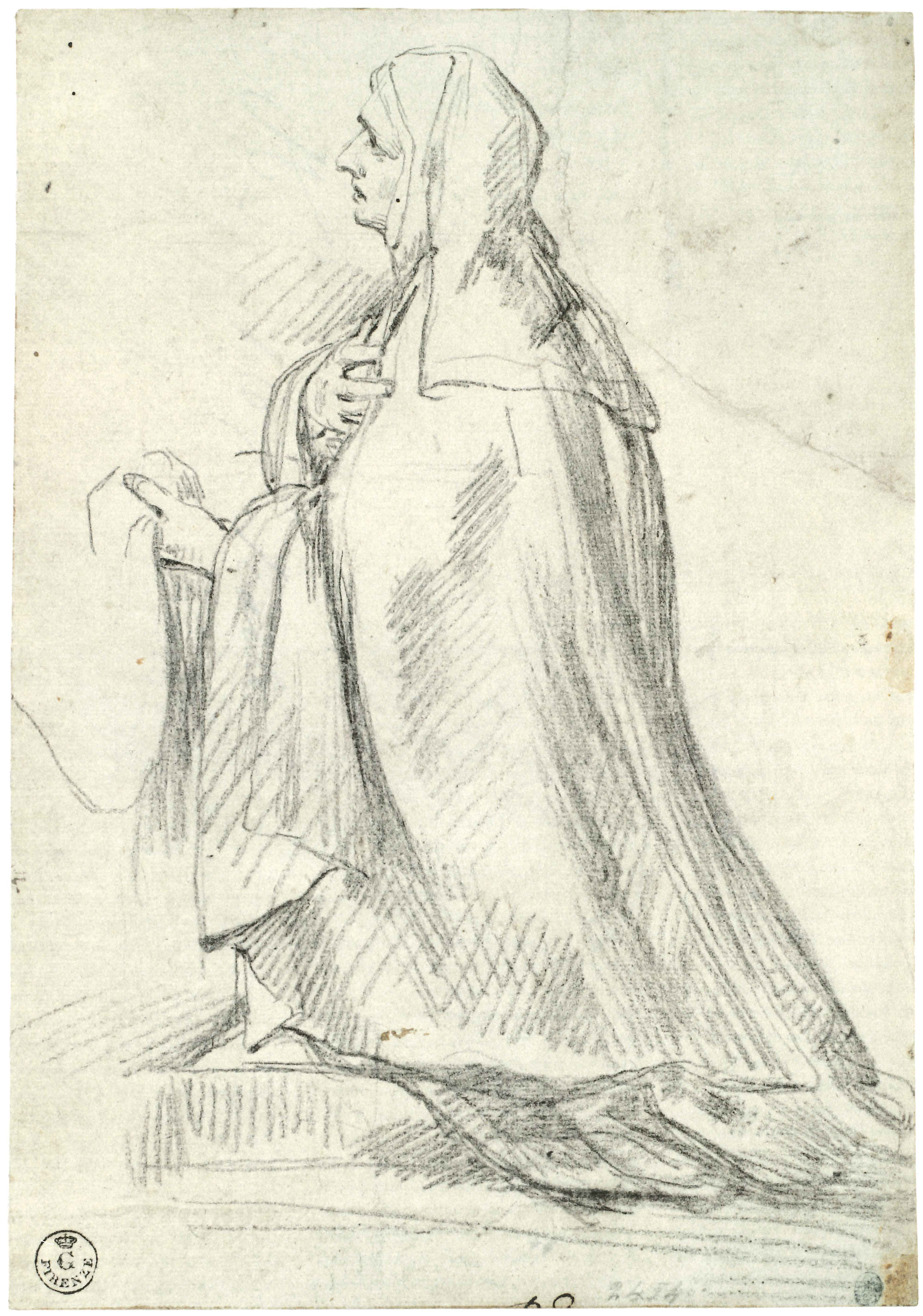
Estudio preparatorio para «La comunión de santa Teresa», hacia 1670, lápiz negro sobre papel verjurado, pegado a un segundo soporte, 254 x 179 mm, Gabinete de Dibujos y Grabados (donación Emilio Santarelli), Galería Uffizi, Florencia (núm. de inventario 2454 S)

Se conserva en el Gabinete de Dibujos y Grabados de la Galería Uffizi de Florencia un dibujo preparatorio de Cabezalero para La comunión de santa Teresa, que corresponde a la figura de la santa. La figura es prácticamente idéntica en el dibujo y en la versión final del cuadro, limitándose las diferencias al paño que porta la santa en su mano izquierda así como a la posición de la cabeza, que en el lienzo se gira ligeramente para mirar la Sagrada Forma. La comparación del dibujo con el cuadro y con la radiografía ya mencionada muestra la cuidadosa elaboración de la composición y los cambios y vacilaciones de Cabezalero hasta alcanzar el resultado final.
Por otro lado, la existencia de este dibujo permite recordar la vinculación de Cabezalero con la tradición madrileña del dibujo a lápiz negro, que tuvo un gran desarrollo desde la época de Vicente Carducho (h. 1576-1638). El perfil intenso de la figura y el sombreado a base de trazos paralelos y cruzados del dibujo evidencian que Cabezalero es un continuador de la práctica de Francisco Rizi o de Carreño. Hay que recordar que Cabezalero fue discípulo de Carreño, habiendo entrado en su taller y residido en su casa hasta como mínimo 1666. El dibujo revela de forma clara cuáles fueron sus fuentes y cómo las desarrolló y es un elemento más para justificar su autoría de la obra.